# Epidendrum umbelliferum
Epidendrum umbelliferum là một loài thực vật thuộc họ Lan.

## Hình ảnh

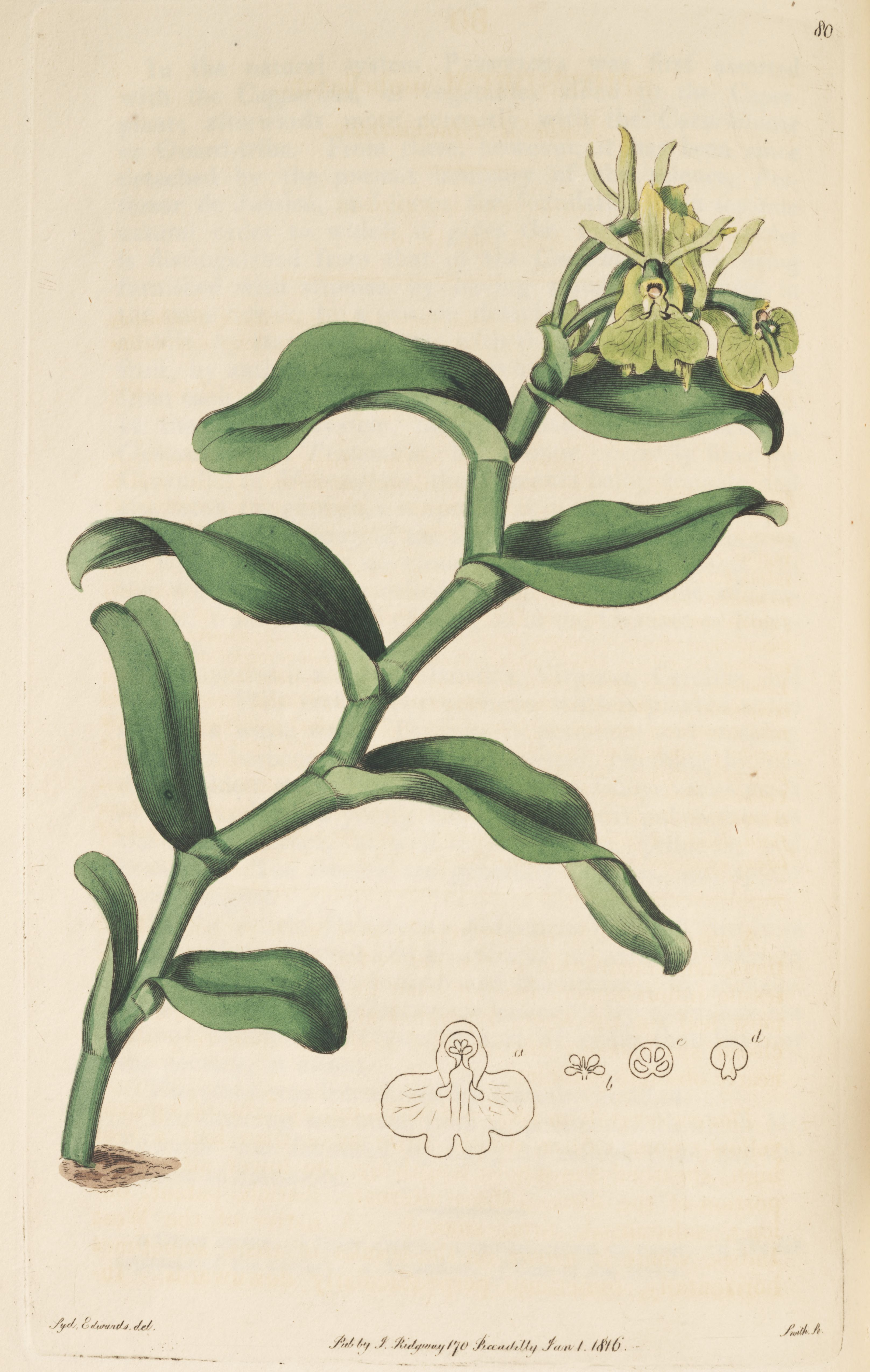